# Lindsay (cráter)

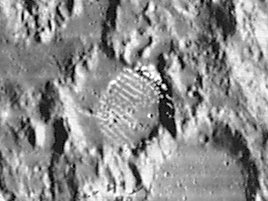
Fotografía de la misión Lunar Orbiter 4

Lindsay es un pequeño cráter de impacto que se encuentra en las tierras altas del sector central de la Luna, en el terreno irregular situado al noroeste del lugar de aterrizaje de la misión Apolo 16. Al sur se halla el cráter Anděl, y Taylor aparece al este-noreste.
Ernst Öpik afirmó que este cráter se formó probablemente por el impacto de un asteroide de aproximadamente 1,5 km de diámetro. El borde exterior de este cráter aparece desgastado e irregular, con incisiones en las paredes interiores del norte y del sur. Presenta una hendidura en el borde suroriental que enlaza con Dollond B, ligeramente más grande. El suelo interior es nivelado, siendo atravesado por una cadena de cráteres y una hendidura delgada en el extremo oeste.
Este cráter fue designado Dollond C antes de recibir su nombre actual por decisión de la UAI. El cráter principal Dollond se encuentra al sur-sureste, al este de Anděl.
|  |